# 2018 год в автомобилестроении
Список событий в автомобилестроении в 2018 году.

## События

### Февраль
- 19 — стартовало производство кроссовера Škoda Kodiaq на заводе в Нижнем Новгороде[1].

### Июнь
- 4 — с конвейера завода компании Соллерс в Елабуге сошел 150-тысячный автомобиль, которым стал Ford Transit[2].

### Август

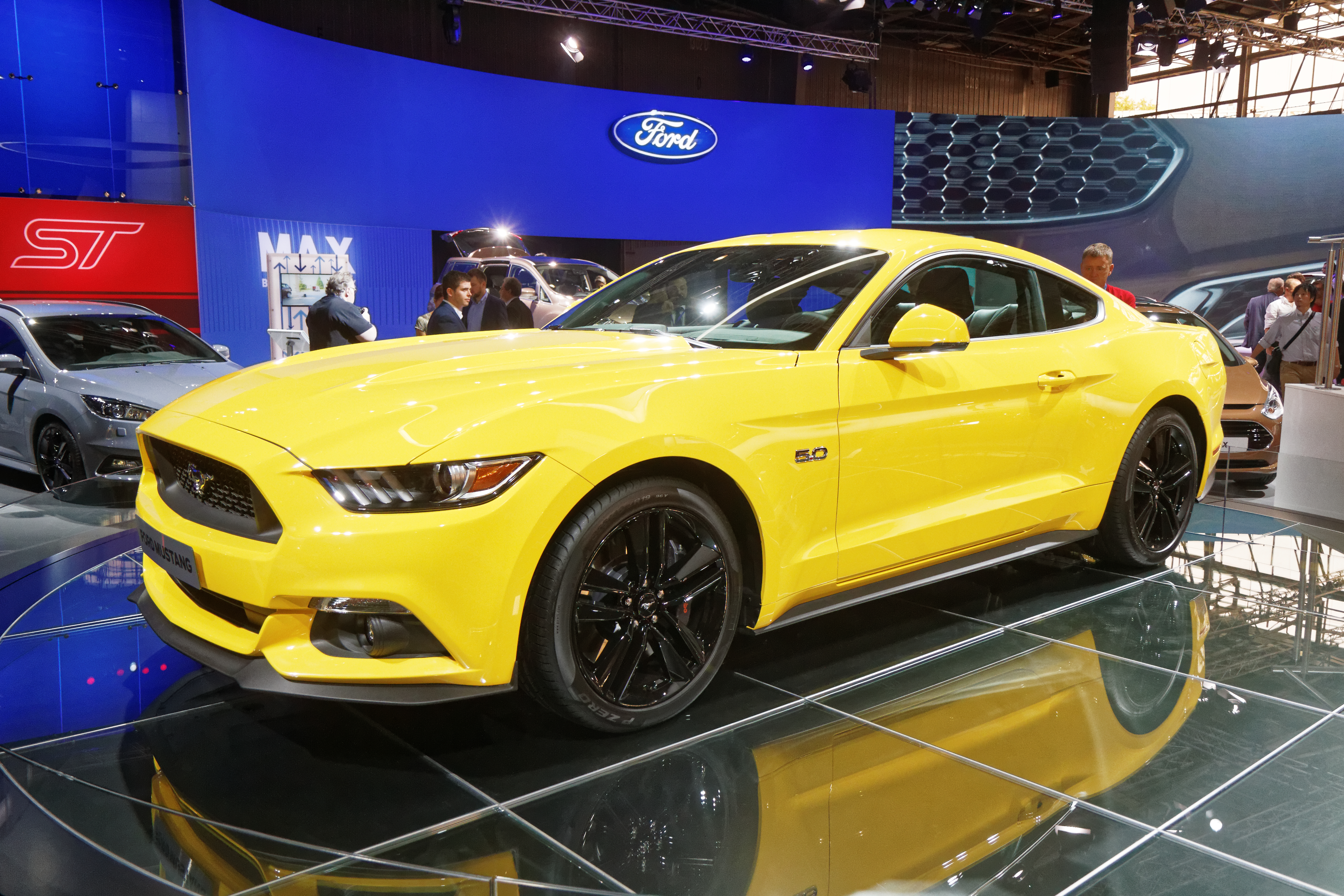
Ford Mustang

- 8 — компания Ford отметила выпуск 10-миллионного Mustang, основателя целого класса спортивных автомобилей, названных в честь него «пони-карами»[3].

### Октябрь
- 17 — С конвейера завода во Всеволожске сошел 700-тысячный Ford Focus российского производства. Завод во Всеволожске был открыт в 2002 году и Ford Focus стал первым иностранным автомобилем в России, который начали производить по технологии полного цикла[4].
- 31 — Nissan установил рекорд, зафиксированный в «Книге рекордов Гиннесса». Награда получена за действие, при которой наибольшее количество машин движется в строю в унисон. Всего в установлении рекорда приняли участие 180 автомобилей Nissan Patrol, которые синхронно ехали в форме гигантского пустынного сокола[5].

### Ноябрь
- 8 — 500-тысячный Volkswagen Polo произведён на заводе в Калуге[6].
- 12 — В Санкт-Петербурге официально открыт новый офис европейского технического центра Nissan, который будет обеспечивать соответствие автомобилей компании растущим потребностям российских клиентов[7].

### Декабрь
- 10 — Компания Nissan India объявила о начале производства новой модели Kicks, выпустив первый автомобиль на своем заводе в Ченнаи. В продажу этот компактный кроссовер поступит в январе 2019 года[8].